# Фуст, Иоганн
Иоганн Фуст (нем. Johannes Fust; около 1400 — 30 октября 1466) — один из первых немецких книгопечатников, типограф.

## Происхождение
Фуст принадлежал к богатой и уважаемой семье бюргеров из Майнца. Члены семьи занимали гражданские и церковные посты.
Брат Иоганна, ювелир Якоб Фуст, занимал пост бургомистра в 1462 году, когда Майнц был разграблен солдатами Адольфа II Нассауского, и, по-видимому, был ими убит.

## Книгопечатание
Иоганн Фуст был скорее всего ростовщиком или банкиром. Из-за его связи с Иоганном Гутенбергом Фусту приписывалось изобретение книгопечатания; также он считался учителем и партнёром Гутенберга. Некоторые видели в нём покровителя и патрона, который понял ценность изобретения Гутенберга и снабжал его средствами; другие считают его дельцом, который воспользовался тем, что у Гутенберга не было денег, и отнял у последнего доходы от изобретения. Как бы то ни было, в Хельмаспергеровском нотариальном акте от 6 ноября 1455 года говорится, что Фуст одалживал деньги Гутенбергу (вероятно, 800 гульденов в 1450 году и ещё 800 в 1452 году) для того, чтобы тот закончил свою работу, и что в 1455 году Фуст предъявил иск Гутенбергу, требуя вернуть одолженные деньги и проценты (всего 2026 гульденов). Дело выглядит так, что Фуст не платил обещанные 300 гульденов в год, которые должны были тратиться на покрытие расходов, заработные платы и т. д., а также, по словам Гутенберга, обещал не требовать проценты.
Дело решилось в пользу Фуста. Решение суда изложено в нотариальном акте конспективно и допускает различные толкования. Иногда утверждают, что Фусту перешла вся типография и тираж 42-строчной Библии.
После процесса в Майнце открылась другая типография, во главе которой встали Иоганн Фуст и бывший подмастерье Гутенберга Петер Шеффер. Шеффер стал зятем Фуста, женившись на его единственной дочери Кристине. Первым изданием типографии Фуста и Шеффера стала так называемая Майнцская псалтирь, отпечатанная 14 августа 1457, ин-фолио в 350 страниц. Это была первая книга, в которой содержится выходная дата целиком. Псалтирь стала известна благодаря красоте своих больших инициалов, напечатанных красной и синей краской при помощи составных клише. Псалтирь перепечатывалась с тех же клише (то есть переиздавалась) несколько раз: в 1459 (29 августа), 1490, 1502 (последнее издание Шеффера) и в 1516-м.
Другие издания Фуста и Шеффера:
- «Объяснение церковных обрядов» Гийома Дюрана (Guillaume Durand; 1459), ин-фолио, 160 листов
- Климентины с толкованием Джованни Д'Андреа (Giovanni d’Andrea; 1460), 51 лист
- Святая Библия на латыни (1462), фолио в двух томах, 242 и 239 листов, 48 строк на полной странице
- Шестая книга декреталий, с толкованием Д’Андреа, 17 декабря 1465 года, фолио 1211 листов
- «Об обязанностях» Цицерона, 88 листов.

## Смерть
На основании сохранившихся документов, ещё в 1464 году Иоганн Фуст был жив. Считается, что в 1466 году он отправился в Париж, где умер от чумы, которая свирепствовала там в августе и сентябре. Известно, что 4 июля он был в Париже, где подарил экземпляр второго издания Цицерона Луи Лавернаду.
Ничего более неизвестно, кроме того, что 30 октября, возможно, 1471 года, поминальная месса по нему была заказана Петером Шеффером, Конрадом Хенлифом и Иоганном Фустом младшим в церкви аббатства Сен-Виктор в Париже, где тот был похоронен. Петер Шеффер заказал подобную службу по Фусту в 1472 году в церкви доминиканского ордена в Майнце.